# Phlyctema asparagi
Phlyctema asparagi är en svampart som beskrevs av François Fautrey och Roum. 1892. 
Phlyctema asparagi ingår i släktet Phlyctema och familjen Dermateaceae. Inga underarter finns listade i Catalogue of Life.